# Halowe Mistrzostwa Europy w Lekkoatletyce 1990 – bieg na 400 m mężczyzn
Bieg na 400 metrów mężczyzn – jedna z konkurencji biegowych rozgrywanych podczas halowych lekkoatletycznych mistrzostw Europy w  hali Kelvin Hall w Glasgow. Eliminacje i półfinały zostały rozegrane 3 marca, a bieg finałowy 4 marca 1990. Zwyciężył reprezentant Republiki Federalnej Niemiec Norbert Dobeleit. Tytułu zdobytego na poprzednich mistrzostwach nie obronił Cayetano Cornet z Hiszpanii, który tym razem zdobył brązowy medal.

## Rezultaty

### Eliminacje
Rozegrano 4 biegi eliminacyjne, do których przystąpiło 18 biegaczy. Awans do półfinałów dawało zajęcie jednego z pierwszych dwóch miejsc w swoim biegu (Q). Skład półfinałów uzupełniło dwóch zawodników z najlepszym czasem wśród przegranych (q).
Opracowano na podstawie materiału źródłowego.

#### Bieg 1
| Miejsce | Zawodnik         | Czas  | Uwagi |
| ------- | ---------------- | ----- | ----- |
| 1       | Thomas Schönlebe | 47,01 | Q     |
| 2       | Ervin Katona     | 47,14 | Q     |
| 3       | Klaus Just       | 47,14 | q     |

#### Bieg 2
| Miejsce | Zawodnik           | Czas  | Uwagi |
| ------- | ------------------ | ----- | ----- |
| 1       | Cayetano Cornet    | 46,69 | Q     |
| 2       | Todd Bennett       | 47,19 | Q     |
| 3       | Luboš Balošák      | 47,85 |       |
| 4       | Pedro Curvelo      | 47,97 |       |
| 5       | Gunnar Guðmundsson | 49,40 |       |

#### Bieg 3
| Miejsce | Zawodnik          | Czas  | Uwagi |
| ------- | ----------------- | ----- | ----- |
| 1       | Norbert Dobeleit  | 46,88 | Q     |
| 2       | Jens Carlowitz    | 47,15 | Q     |
| 3       | Gary Cadogan      | 47,58 | q     |
| 4       | Tamás Molnár      | 48,03 |       |
| 5       | Niklas Wallenlind | 49,04 |       |

#### Bieg 4
| Miejsce | Zawodnik            | Czas  | Uwagi |
| ------- | ------------------- | ----- | ----- |
| 1       | Olivier Noirot      | 46,90 | Q     |
| 2       | Carsten Köhrbrück   | 47,20 | Q     |
| 3       | Atanasios Kalojanis | 48,28 |       |
| 4       | Andrea Nuti         | 48,54 |       |
| 5       | Slobodan Branković  | 49,34 |       |

### Półfinały
Rozegrano 2 biegi półfinałowe, w których wystartowało 10 biegaczy. Awans do finału dawało zajęcie jednego z dwóch pierwszych miejsc w swoim biegu (Q). Skład finału uzupełnił jeden zawodnik z najlepszym czasem wśród przegranych (q).
Opracowano na podstawie materiału źródłowego.

#### Bieg 1
| Miejsce | Zawodnik          | Czas  | Uwagi |
| ------- | ----------------- | ----- | ----- |
| 1       | Cayetano Cornet   | 46,00 | Q     |
| 2       | Jens Carlowitz    | 46,21 | Q     |
| 3       | Olivier Noirot    | 46,73 | q     |
| 4       | Carsten Köhrbrück | 46,81 |       |
| 5       | Gary Cadogan      | 47,28 |       |

#### Bieg 2
| Miejsce | Zawodnik         | Czas  | Uwagi |
| ------- | ---------------- | ----- | ----- |
| 1       | Thomas Schönlebe | 46,48 | Q     |
| 2       | Norbert Dobeleit | 46,79 | Q     |
| 3       | Klaus Just       | 46,88 |       |
| 4       | Todd Bennett     | 47,23 |       |
| 5       | Ervin Katona     | 48,01 |       |

### Finał
Opracowano na podstawie materiału źródłowego.
| Miejsce | Zawodnik         | Czas  | Uwagi |
| ------- | ---------------- | ----- | ----- |
| 1       | Norbert Dobeleit | 46,08 |       |
| 2       | Jens Carlowitz   | 46,09 |       |
| 3       | Cayetano Cornet  | 46,91 |       |
| 4       | Olivier Noirot   | 47,76 |       |
| –       | Thomas Schönlebe | DNF   |       |